# Maple Leaf (Kaugummi)

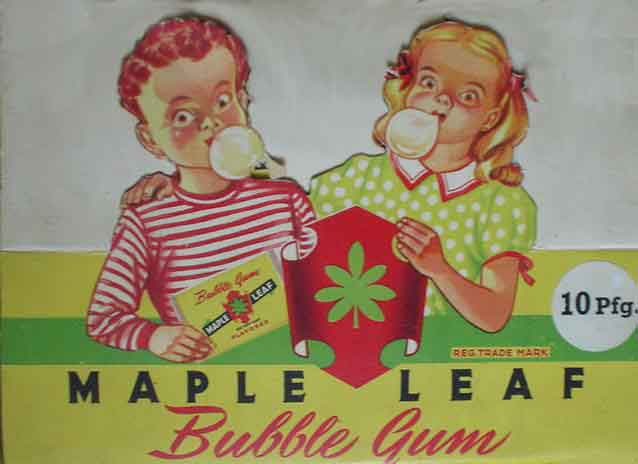
Kaugummi aus Wezel

Maple Leaf war die erste niederländische Kaugummifabrik. Die Fabrik wurde 1948 von den Brüdern Jules und Robert Markus gegründet. Das Hauptprodukt war Kaugummi. Der Name war eine Hommage an die kanadischen Befreier, die damals den Kaugummi in den Niederlanden bekannt gemacht hatten.

## Geschichte
Aufgrund der Popularität von Kaugummi wurde die Fabrik im Zentrum von Amsterdam zu klein. Nach mehreren Umzügen wurde das Unternehmen 1956 in einem eigens errichteten Fabrikgebäude in der Paul van Vlissingenstraat gegründet. Zusätzlich zu Kaugummiprodukten wie PEP (einschließlich für Armeerationen in den 1950er Jahren) und Donald Kaugummi, wurde Sportlife und Xylifresh später produziert. In den 1950er und 1960er Jahren wurden häufig Bilder von Filmstars aufgenommen, und die Verpackung wurde von Menschen zu Hause vorgenommen.
Maple Leaf war bis 1970 ein unabhängiges Unternehmen. Anschließend war das Unternehmen nacheinander Teil von General Foods (1971–1979), All Sweets (1979–1985), Leaf inc. (1986–1999) und Corbion (1999–2003). Das Werk in Amsterdam wurde am 1. August 2003 geschlossen.
Die beiden Gründer der Maple-Leaf-Fabrik leben nicht mehr. Robert Markus starb am 26. Oktober 2010 in Amsterdam und Jules Markus starb am 23. Januar 2012 in Huizen.